# Diedo

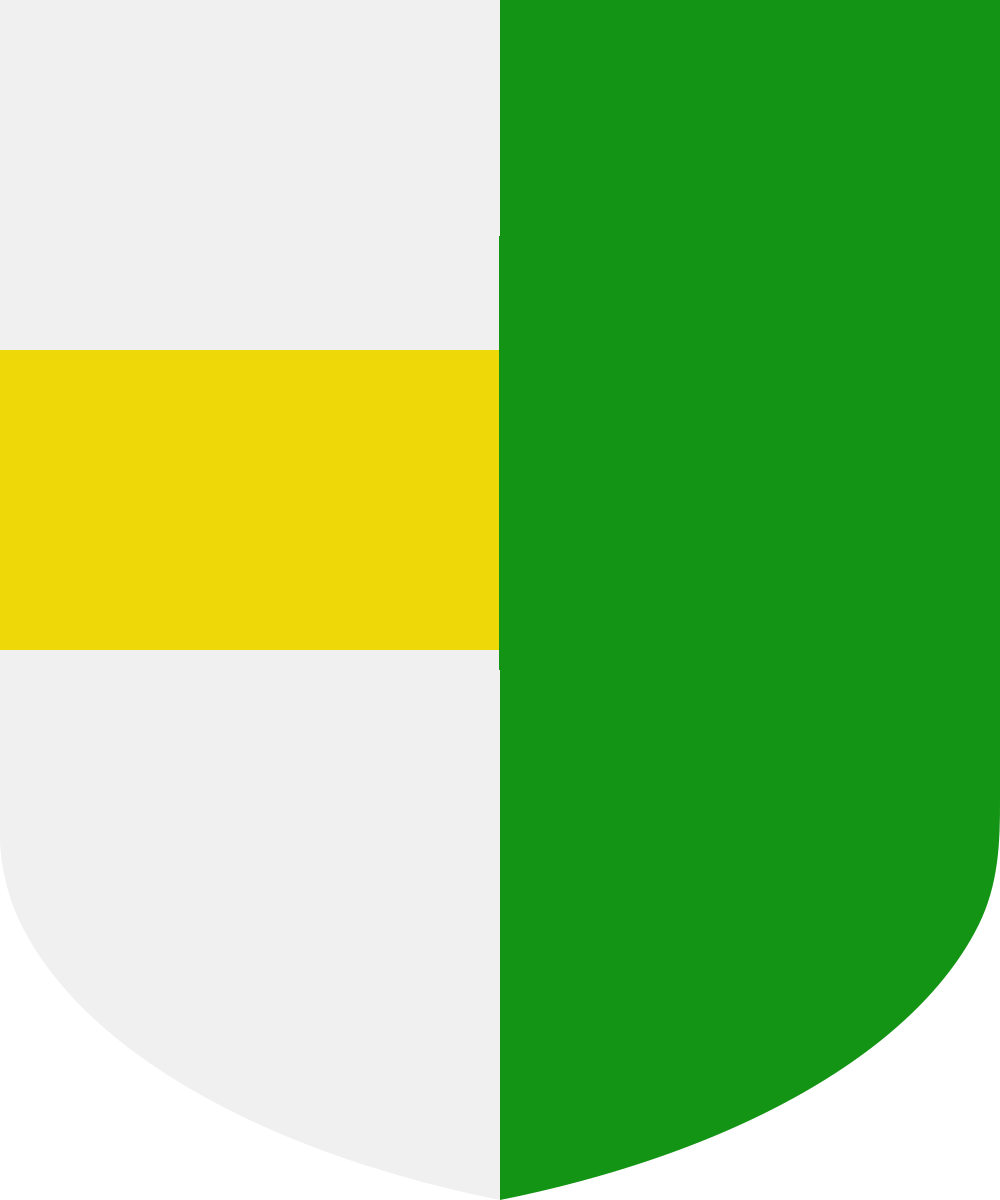
Stemma dei Diedo

I Diedo furono una famiglia patrizia veneziana, annoverata fra le cosiddette Case Nuove.

## Storia
L'origine di questo casato è incerta; alcune ipotesi lo farebbero originario di Altino, altre di Treviso, ma certamente si stabilì in laguna al tempo delle razzie degli Unni di Attila.
Ebbe antichi tribuni, e rimase all'interno del Maggior Consiglio anche dopo la Serrata del 1297.
I personaggi illustri che resero grande questa famiglia a Venezia sono innumerevoli: uomini politici, ecclesiastici, artisti e comandanti. Nel 1355, ad esempio, Marco Diedo «fu uno dei venti Senatori Eletti sopra la congiura del Doge Marin Falier», mentre il giovane Vittore di Alvise Diedo, lasciato in ostaggio da suo padre a Costantinopoli presso il Sultano, divenne uno dei più apprezzati musici della corte ottomana.
Alla caduta della Serenissima Repubblica, la famiglia era divisa in cinque differenti rami.
Diversi gli ecclesiastici importanti, tra cui i primi due vescovi della diocesi di Crema (eretta nel 1580), la diocesi più recente creata in Lombardia, e di cui quindi ne fissarono molte delle regole interne negli statuti da loro approvati.

## Membri illustri
- Antonio Diedo (1772 - 1847), architetto veneziano.

## Luoghi e architetture
- Palazzo Emo Diedo, a Santa Croce;
- Palazzo Diedo, a Cannaregio.

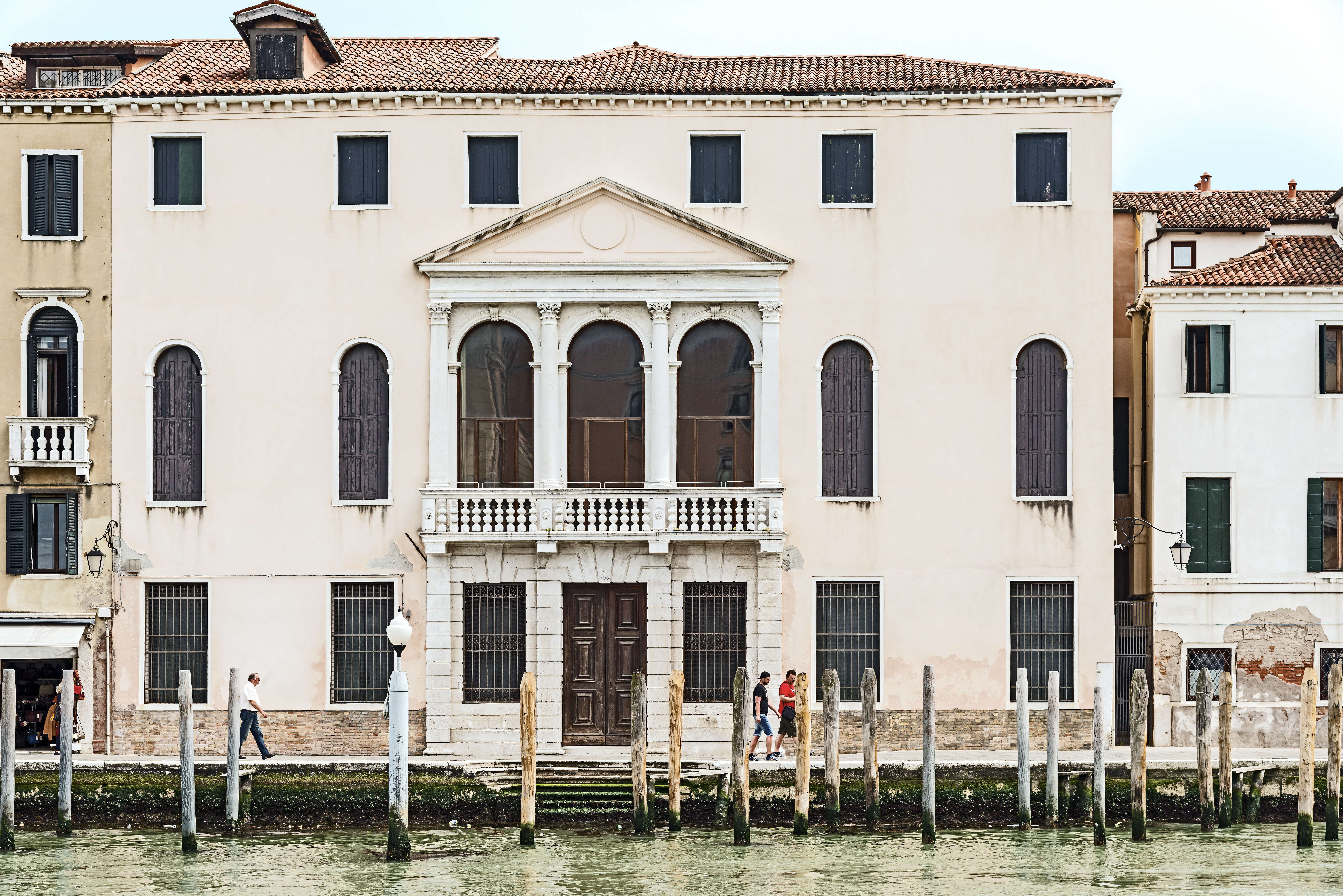
Palazzo Emo Diedo, a Santa Croce
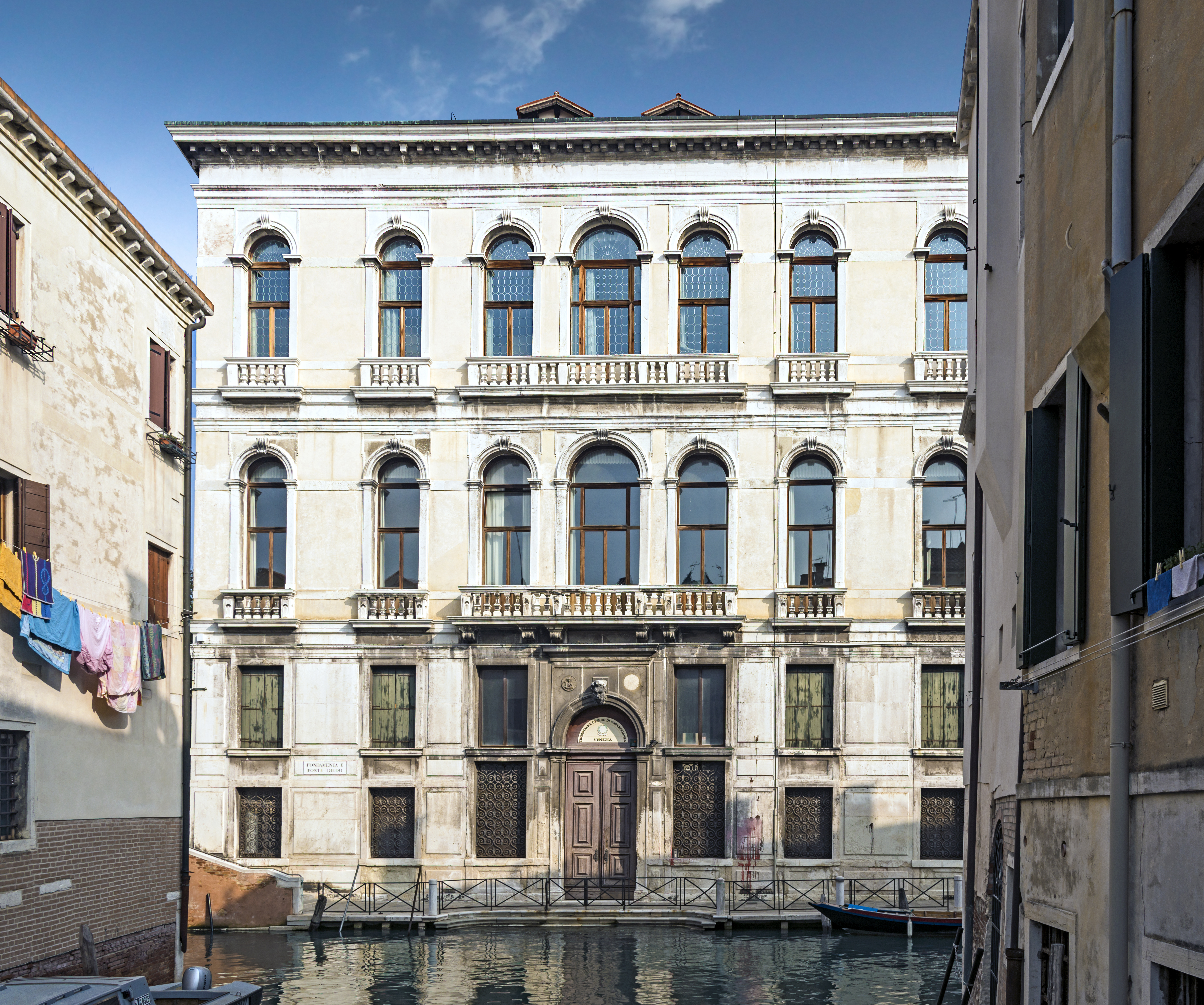
Palazzo Diedo, a Cannaregio